# Rhododendron prunifolium
Rhododendron prunifolium es una azalea silvestre que crece en solo unos pocos condados a lo largo de la frontera de Georgia-Alabama en la cuenca del río Chattahoochee. Está considerada como la azalea más rara en el este de los Estados Unidos. El parque estatal Providence Canyon es uno de los mejores lugares donde se puede observar esta azalea silvestre.

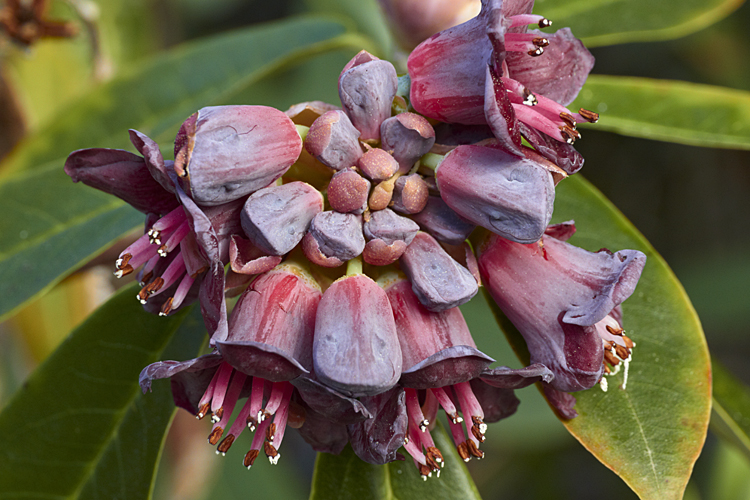
Flores

## Taxonomía
Rhododendron prunifolium fue descrita por (Small) John Guille Millais y publicado en Rhododendrons in which is set forth an account of all species of the genus Rhododendron (including Azaleas) and the various hybrids 230. 1917.
Etimología
Rhododendron: nombre genérico que proviene de los vocablos griegos ῥόδον ( rhodon = "rosa") y δένδρον ( dendron = "árbol").
prunifolium: epíteto latino compuesto que significa "con las hojas de Prunus". 
Sinonimia
- Azalea prunifolia Small	[3]